# أحمر عقيقي
أحمر عقيقي هو لون له ظل بني محمر، وقد أخذ اسمه من الحجر شبه الكريم العقيق الأحمر، وهو ضرب من العقيق الأبيض.